# 幻影 (專輯)
是日本歌手宇多田光所發行的第六張日語原創專輯，於2016年9月28日透過環球唱片發行。專輯以「生」與「死」為主題，其中大多數歌曲皆為獻給其過世的母親藤圭子，亦不乏以性、LGBT等作題材的歌曲。專輯的名稱為帶有「虛幻」、「氣息」等感覺的法語，包含希望聽眾能夠感受到其母親氣息的意願。
《Fantôme》獲得樂評家整體正面的評價，包括讚揚其作為藝術家的成長、對母親的感情以及表達對LGBT團體的支持。專輯亦獲得2016年第58屆日本唱片大獎最佳專輯獎。
專輯獲得國際性的商業成功，截至2017年底日本實體銷量達68.7萬張，並於付費下載方面成功奪得日本、香港、澳門、台灣等多個國家和地区的綜合iTunes下載榜第1位。在歐美國家方面，專輯在美國的綜合iTunes下載榜最高奪得第3位，成為首位能夠在美國iTunes下載榜進佔前5位日本女歌手，並成功奪得芬蘭iTunes下載榜第1位。專輯全球實體與下載合算銷量已于2017年1月超過100萬張。

## 發行背景
2016年1月，官方網站發表了宇多田光新曲將成為NHK電視台晨間小說連續劇《當家姐姐》主題曲的消息，藉此結束長達6年的“人間活動”（演艺活动休止）。其本人亦於推特上確認新曲正在製作中，並正在努力想著曲中剩下的一句歌詞4月4日，兩首新曲《將花束獻給你》跟《盛夏的陣雨》同日於網上發售，成為6年來首張發行的正規作品，正式復出樂壇。
同年4月下旬，其父親在推特上透露專輯的製作開始漸入佳境，充滿宇多田光色彩的專輯即將誕生。同年5月，本人於推特上透露專輯創作的困苦，表示想了好幾個月但是歌詞一點都想不出來，甚至因為趕進度而奔潰哭著。可是，睡完醒來第二天早上，突然有新的靈感。7月中旬，於Instagram上透露正在進行歌曲最後的人聲錄製。7月下旬，於推特上透露新專輯已經製作完成，並帶有強烈的喪失感。
同年8月，官方正式公開新專輯的名字、封面、曲目以及宣傳圖等詳情。其中專輯名字為有「虛幻」、「感覺」等意思的法語，封面以及宣傳造型照皆由法國攝影師朱利安·米格諾特負責拍攝。9月15日，官方公開專輯的完整信息，公布與椎名林檎、KOHH以及小袋成彬三位歌手分別於新專輯歌曲合作的消息，並公開與椎名林檎的共演的音樂錄像帶。9月28日，專輯正式發行，距離前作《HEART STATION》已長達八年半之久。

## 構成與主題
專輯收錄先行發售的3首數位單曲以及8首新曲。專輯11首歌曲皆以日文命名，本人透露在剛開始製作專輯的時候，便已決定以日語歌唱作為專輯的主題。開首曲《道路》作為舞曲掀起專輯的席幕，在這首歌曲作詞的時候開始決定專輯的主題，並將其本人想說的話在歌詞爽快地說出來。《我的女友》的曲子原型早在活動休止前便已經寫好，「我的女友」本來是製作樣本時開玩笑寫下的歌詞，卻在正式製作時保留了下來。以往在歌曲裡只有委婉地表達關於「性」的歌詞，然而在這首歌曲裡首次大膽正面描寫關於性慾的主題，並少有地以男性的視覺描寫女朋友的形象。《將花束獻給你》作為晨間劇的主題曲，在作詞時刻意地填上更加大眾化的歌詞，亦有參考平常愛聽的Off Course、鬱金香，並以艾爾頓·約翰《Tiny Dancer》的日本版作製作概念，感覺輕鬆「開放的」歌曲，希望可以符合貼近各種的狀況，能讓很多人產生共鳴。
《只有兩小時的假期》實現與同公司私交甚篤的女歌手椎名林檎的合作。歌曲的主題為表現日常與非日常生活之間的危險關係。《人魚》的伴奏僅以豎琴與鼓組成，為流行樂中少有大膽的嘗試。在《獻給你的花束》動畫版音樂錄像帶的其中一幕出現了人魚，宇多田本人看到後感覺是導演對自己的安慰，因此決定也以「人魚」作為這首歌的主題。《朋友》的主題為「同性戀者對非同性戀者朋友的愛慕」，歌詞也有超越性別的意義。在製作途中提出「想要加入其他人的聲音」的要求，結果被推薦歌手小袋成彬，在聽過聲音後便決定了合作。《盛夏的陣雨》作為專輯除了《櫻花紛飛》以外第一首完成創作的歌曲，在填上歌詞前便已經決定只用日語創作，並不給英語歌詞一點空間，追求「只能用日語傳達的意義，只能用日語表現的歌」的概念。
《荒野之狼》作為專輯製作的最後階段創作的歌曲，帶碎拍以及嘻哈的風格。歌曲靈感來自與朋友喝茶的時候談及雙方都喜歡的作家赫爾曼·黑塞，於是想起他的著作《荒野之狼》，並以此為主題寫下同名的歌曲。而歌曲製作時暫定的名字為羅馬字的《貓》（neko）。《忘卻》的曲子早在五、六年前便已經創作好，但一直想不到歌詞該如何填寫，甚至曾一度考慮改作純音樂。其後有人提議加入說唱歌詞，於是其本人便想起自己喜歡的說唱歌手KOHH。KOHH以宇多田部分的歌詞中的「忘卻」與「記憶」作為思考方向，花了數天的時間完成自己的歌詞。《人生最棒的一天》作為專輯最輕快的歌曲，以描寫前往初次到訪的地方興奮的感覺為主題。《櫻花紛飛》作為製作專輯前已經發佈的歌曲，被其本人認為只能放在專輯最後的位置，也是其本人首次全由自己決定專輯所有的曲序。

## 宣傳活動
本作發行前夕，2016年9月官方於YouTube公布了歌曲《將花束獻給你》的新版音樂錄像帶，成為其本人復出樂壇首個公開出現的映像。
2016年9月19日參加朝日電視台的音樂節目《MUSIC STATION》的30周年紀念特輯「ULTRA FES 2016」，成為暫停音樂活動5年半以來首次出現於地面電視，並首次公開演唱歌曲《櫻花紛飛》。同月22日出演了NHK綜合頻道的音樂節目《SONGS》的特别节目，演唱了《將花束獻給你》、《道路》和《朋友》三首歌曲，並與從事版權工作的系井重里進行初次訪談。節目請來出現晨間劇《大姊當家》的主演高畑充希擔任旁白，也播放了歌手井上陽水對宇多田光感想的VTR。同月30日出演了富士電視台的音樂節目《Love music 特別篇 宇多田光~秘話~》，請來女演員、唱作型歌手以及電台DJ等人分別講述自己對宇多田光的感想，而觀看了VTR的本人亦在節目最後親自回答他們的問題，其後包含未播映片段的完整版本則於11月12日在富士電視台 NEXT LIVE PREMIUM頻道上足本播放。10月5日與12日出演日本電視台的晚間新聞節目《NEWS ZERO》十周年特輯，與村尾信尚進行關於亡母以及新碟內容等的訪談，並首次公開演唱歌曲《盛夏的陣雨》。
2016年10月11日至17日，本人出演的特備電台節目《宇多田光之Fantôme Hour》安排在日本全國的AM、FM、私營電台等總共101個電台播放，打破了歷來紀錄。節目中用一個小時的時間介紹本專輯中的新曲，由她負責選曲、完成，從節目串詞、插曲到背景音樂，均是由她本人制作。而於節目播出的七天內，聽眾可以透過radiko.jp網站，利用電腦、Android或iPhone手機向朋友免費分享節目，首次實行全新的「分享廣播」概念。

## 專業評價
| 評論得分  | 評論得分 |
| 來源      | 評分     |
| --------- | -------- |
| encore    | 正面     |
| MANTANWEB | 正面     |
| ABS-CBN   | 9.5/10   |
| MuuMuse   | 正面     |

《Fantôme》獲得樂評家整體正面的評價。USEN的音樂網站encore的清水浩司認為專輯最大的特徵是作品整體飄浮著「生與死的氣息」：「死的要素遠比想像中更濃厚、更深厚地支配著作品。但是本作出色的地方是，不是單以死作為賣點」、「在這樣舒服、美好的流行樂中捕捉像死這種事物在近年的日本沒有聽過」，並盛讚專輯是一張「在日常生活也會聽的優秀流行專輯」。MANTANWEB的水白京評論專輯無論何處都能見到宇多田對藤圭子的思念、愛意以及糾纏不清的感情，「經過結婚、生育成為母親後的歌聲無論到哪裡都顯得很安穩，充滿能治癒心中陰影的柔情。」
ABS-CBN的凱倫·弗洛勒斯讚賞《忘卻》、《只有兩小時的假期》、《道路》等為專輯最出色的歌曲，並指「這未必是她最容易親近的專輯，但這無疑是她至今最好的一張專輯。」她亦讚賞宇多田以傾盡內心與靈魂於每一張專輯著稱，而《Fantôme》真實的聲音充分反映她作為藝術家的成長。MuuMuse的布萊德利·史登認為專輯是「她最具藝術性及脆弱性的作品」、「以悲傷作根源，還有人們普遍會經歷的不同階段：拒絕、慣怒、悲哀以及接受。」他亦指「如果在她的生涯中有一張專輯展現著成長，以及藝術才能的最大程度的話，那就是這一張了」，並讚揚宇多田在《朋友》、《我的女友》、《人魚》等歌曲中提及母親的逝世以及表達對LGBT團體的支持。

## 銷售情況
在實體銷售方面，發售首日以87,088張的銷量登上Oricon公信榜日榜第一位，並以252,581张的銷量獲得當周Oricon公信榜專輯第一名的成績，為2016年女歌手日本國內最高的首周銷量紀錄 ，同時位列2016年度全球女歌手中第二高的首周銷量紀錄，僅次於碧昂丝的《柠檬特调》。比起同週發售、合共三个版本的放浪兄弟15週年紀念精選專輯《EXTREME BEST》，僅以一版本發售的《Fantôme》還要高出近7.5萬張的銷量。
第二週以103,854張，蟬聯Oricon公信榜專輯第一名。第三週以63,207張，再度蟬聯Oricon公信榜專輯第一名。第四週以4.6万張，繼續蟬聯Oricon公信榜專輯第一名，為精選專輯《Utada Hikaru SINGLE COLLECTION VOL.1》12年後自身4週冠軍再次達成。以女性個人歌手來說，《Fantôme》是日本唱片界繼倖田來未的《Black Cherry》之後，睽違10年再度連續4週獲得冠軍的原創專輯。截至2017年12月，專輯在日本的實體銷量已經超過68萬張。
在付費下載方面，本作品同時橫掃多個音樂網站的下載榜的第一位。專輯成功打入世界共33個國家和地区的iTunes下載榜，並於其中19個國家和地区成功進入前10位。亞洲各國中，本專輯在發售幾日內成功奪得日本、香港、澳門、菲律賓、新加坡、马来西亚、台灣、越南的綜合iTunes下載榜第一位。在歐美國家的銷售情況亦十分好，其中在芬蘭的綜合iTunes下載榜奪得第一位，在美國的綜合iTunes下載榜最高奪得第三位，成為首位能夠在美國iTunes下載榜進佔前五位日本女歌手。在西班牙、瑞典等國家亦成功進入十位 。

## 曲目
歌曲中文名为环球唱片中国大陆引进版和环球唱片台湾引进版官方译名。
| 曲序     | 曲目                                    |                   | 作曲                             | 时长  |
| -------- | --------------------------------------- | ----------------- | -------------------------------- | ----- |
| 1.       | 道路                                    |                   |                                  | 3:36  |
| 2.       | 我的女友                                |                   |                                  | 5:04  |
| 3.       | 將花束獻給你                            |                   |                                  | 4:38  |
| 4.       | 只有兩小時的假期（featuring 椎名林檎）  |                   |                                  | 4:42  |
| 5.       |                                         |                   |                                  | 4:16  |
| 6.       | 朋友（with 小袋成彬） （with 小袋成彬） |                   |                                  | 4:22  |
| 7.       | 盛夏的陣雨                              |                   |                                  | 5:38  |
| 8.       | 荒野之狼                                |                   |                                  | 4:34  |
| 9.       | 忘卻（featuring KOHH）                  | 宇多田光 千葉雄喜 | 宇多田光 千葉雄喜 [ 注 1 ]       | 5:05  |
| 10.      | 人生最棒的一天                          |                   |                                  | 3:10  |
| 11.      | 櫻花紛飛                                |                   | 宇多田光 保羅·卡特 （ 英语 ： Paul Carter (songwriter)） | 4:40  |
| 总时长： | 总时长：                                | 总时长：          | 总时长：                         | 49:45 |

## 製作名單
資料來自Rate Your Music。
- 宇多田光 – 聲樂、製作、編程、弦樂編排、銅管樂編排
- 三宅彰 – 製作
- 宇多田照實 – 製作
- 傑里米·墨菲 – 工程協助
- 羅伯特·布林克曼 – 工程協助
- 康納·帕納伊 – 工程協助
- 飯場大志 – 工程協助
- 能登谷寛明 – 工程協助
- 馬克斯·安斯特拉瑟 – 工程協助
- 帕特里克·碧·印戈耳支比 – 工程協助
- 斯蒂芬·馬爾齊亞諾 – 工程協助
- 威爾·珀頓 – 工程協助
- 湯姆·柯尼（英语：Tom Coyne (music engineer)） – 母帶工程
- 藤倉尚 – 執行製作
- 朱利安·米格諾特 – 攝影
- 椎名林檎 – 客串藝人
- 小袋成彬 – 客串藝人
- KOHH – 客串藝人
- 尼古拉斯·麥爾 – 結他
- 亞歷克西斯·史密斯 – 編程
- 喬·亨森 – 編程
- 安迪·沃特沃思 – 低音提琴
- 伊恩·湯瑪斯 – 鼓
- 班·帕克 – 結他、電貝斯、電結他
- 西門·海爾 – 鋼琴、弦樂編排、指揮、沃利策（英语：Wurlitzer electric piano）
- 愛華頓·尼爾森 – 弦樂
- 達倫·海利斯 – 鼓編程、打擊樂器、貝斯合成、附加工程
- 史蒂夫·菲茨莫里斯（英语：Steve Fitzmaurice） – 鼓編程、打擊樂器、錄製工程、混音工程
- 西爾維斯特·厄爾·哈文（英语：Earl Harvin） – 鼓、鼓機
- 喬迪·米利納 – 電貝斯
- 田中義人（日语：田中義人） – 結他、原聲吉他
- 朝川朋之（日语：朝川朋之） – 豎琴
- 弗朗西斯·希爾頓 – 電貝斯
- 西德·高爾德 – 小號首席
- 埃弗頓·尼爾森 – 弦樂首席
- 威爾·弗賴伊 – 打擊樂器
- 安迪·班亞伊 – 次中音色士風
- 馬克·南丁格爾（英语：Mark Nightingale） – 長號
- 玉田豐夢（日语：玉田豊夢） – 鼓
- 山口寛雄（日语：山口寛雄） – 電貝斯
- 河野圭（日语：河野圭） – 樂隊首席、指揮、鋼琴、弦樂編排
- 須原杏 – 弦樂首席
- 小笠原拓海 – 鼓
- 種子田健（日语：種子田健） – 電貝斯
- 今剛（日语：今剛） – 電結他
- 雨宮麻未子 – 弦樂首席
- 保羅·卡特（英语：Paul Carter (songwriter)） – 鋼琴、編程
- 小森雅仁 – 錄製工程、附加工程、編輯
- 史蒂夫·普萊斯（英语：Steve Price (musician)） – 錄製工程
- 井上雨邇（日语：井上雨迩） – 錄製工程
- 松井敦史 – 錄製工程
- 邁克·霍納 – 錄製工程
- 戈茨B. – 混音工程

## 商業搭配
| 曲序 | 歌曲名稱         | 搭配項目                                     | 來源   |
| ---- | ---------------- | -------------------------------------------- | ------ |
| M-1  | 道路             | 三得利「Southern Alps天然水」廣告歌          | [ 57 ] |
| M-3  | 將花束獻給你     | NHK連續電視小說「當家姐姐」主題曲            | [ 57 ] |
| M-4  | 只有兩小時的假期 | 音樂下載網站「RecoChoku」廣告歌              | [ 57 ] |
| M-5  | 人魚             | 六本木之丘森大樓「大艾米塔吉美術館展」廣告歌 | [ 58 ] |
| M-7  | 盛夏的陣雨       | 日本電視台晚間新聞節目「NEWS ZERO」主題曲    | [ 57 ] |
| M-11 | 櫻花紛飛         | 電影「福音戰士新劇場版：Q」主題曲            | [ 57 ] |

## 銷售榜單
| 週榜單（2016年）                 | 最高 名次 |
| -------------------------------- | --------- |
| 日本（Oricon公信榜）             | 1         |
| 日本（Oricon公信榜下載榜）       | 1         |
| 日本（日本《告示牌》熱門專輯榜） | 1         |
| 日本（日本《告示牌》專輯銷售榜） | 1         |
| 美國（《告示牌》世界專輯榜）     | 1         |
| 韓國（加翁專輯榜）               | 47        |
| 韓國（加翁國際專輯榜）           | 5         |

| 年榜單（2016年）                 | 名次 |
| -------------------------------- | ---- |
| 日本（Oricon公信榜）             | 3    |
| 美國（《告示牌》世界專輯榜）     | 12   |
| 日本（日本《告示牌》熱門專輯榜） | 1    |
| 日本（日本《告示牌》專輯銷售榜） | 3    |
| 全球（國際唱片業協會專輯銷售榜） | 23   |

| 年榜單（2017年）                 | 名次 |
| -------------------------------- | ---- |
| 日本（Oricon公信榜）             | 34   |
| 日本（Oricon公信榜下載榜）       | 7    |
| 日本（日本《告示牌》熱門專輯榜） | 11   |
| 日本（日本《告示牌》專輯銷售榜） | 25   |
| 日本（日本《告示牌》專輯下載榜） | 5    |

| 年榜單（2018年）                 | 名次 |
| -------------------------------- | ---- |
| 日本（日本《告示牌》熱門專輯榜） | 86   |
| 日本（日本《告示牌》專輯下載榜） | 89   |

## 認證
autocat=yes}}
|autocat=yes|accessdate=2017-01-19}}
| 地區                                  | 认证    | 认证单位/销量          |
| ------------------------------------- | ------- | ---------------------- |
| 日本（日本唱片協會）                  | 3× 白金 | 750,000（實體）^       |
| 日本（日本唱片協會）                  | 金      | 100,000（數位）^       |
| 韓國                                  | —       | 625                    |
| 美国（美國唱片業協會）                |         | 3,500                  |
| 總計                                  |         |                        |
| 全球                                  | —       | 1,000,000（实体+数位） |
| *僅含認證的實際銷量 ^僅含認證的出貨量 |         |                        |

## 獎項
| 年份   | 機構                | 對象        | 獎項         | 結果 | 來源   |
| ------ | ------------------- | ----------- | ------------ | ---- | ------ |
| 2016年 | 第58屆日本唱片大獎  | 《Fantôme》 | 最佳專輯獎   | 獲獎 | [ 8 ]  |
| 2017年 | Space Shower 音樂獎 | 宇多田光    | 最佳女歌手獎 | 獲獎 | [ 82 ] |
| 2017年 | Space Shower 音樂獎 | 宇多田光    | 最佳新視野獎 | 獲獎 | [ 82 ] |
| 2017年 | 第9回CD店大獎       | 《Fantôme》 | 最大獎       | 獲獎 | [ 83 ] |

## 發行歷史
| 地區 | 日期          | 形式     | 廠牌            | 來源   |
| ---- | ------------- | -------- | --------------- | ------ |
| 全球 | 2016年9月28日 | 線上下載 | 環球 維京       | [ 11 ] |
| 日本 | 2016年9月28日 | SHM-CD   | 環球 維京       | [ 1 ]  |
| 台灣 | 2016年9月30日 | CD       | 環球            | [ 55 ] |
| 中國 | 2017年1月11日 | CD       | 正東音像 星外星 | [ 54 ] |